# 돈 스카디노
돈 스카디노(Don Scardino, 1949년 2월 17일 ~ )는 미국의 배우, 감독이다.
뉴욕에서 태어났다.

## 작품 목록
- 더 인크레더블 버트 원더스톤 (2013년)
- 트레이시 테이크 온 (1996년)
- 어둠의 방랑자 (1980년)
- 광란자 (1980년) - 테드 베일리 역
- 화이트오크 오브 잘나 (1972년)
- 호머 (1970년)

### 텔레비전 영화 연출
- Mission Control (2014)

### 텔레비전 드라마 연출
- 로앤오더: 범죄 전담반 (1991-2006)
- 웨스트 윙 (2000)
- 에드 (2002-03)
- 로앤오더: 뉴욕 특수수사대 (2002-03)
- 희망과 신념 (2004-06)
- 30 ROCK (2006-13)
- 로열 페인스 (2009-11)

### 텔레비전 드라마 출연
- 애즈 더 월드 턴즈 (1956)